# Claude Ecken
Claude Ecken (nacido en Alsacia en 1954) es un escritor, antólogo y crítico literario francés adscrito a los géneros de la ciencia ficción e historias policíacas, cuya literatura está destinada al público adulto y juvenil. Es uno de los fundadores del Festival BD d'Aix-en-Provence (1981), colaboró con Olivier Schwartz, Paul Glaudel y Scotch Arleston en la serie de fantasía Bug Hunters.

## Obras

### Novelas
- L'abbé X (1984).
- La mémoire totale (1985).
- L'univers en pièce (1987).
- La peste verte (1987).
- Auditions coupables (1988).
- De silence et de feu (1989).
- Les enfants du silence (1989).
- L'autre Cécile (1990).
- Le cri du corps (1990).
- Enfer clos (1997).
- Petites vertus virtuelles (1999).
- Les hauts esprits (2005).
- La saison de la colère (2008).
- Mission Caladan (2010) en coautoría con Roland Lehoucq.

### Cuentos y colecciones de cuentos
- Estafilades (1984).
- Le monde tous droits réservés (2005).
  - Le monde, tous droits réservés.
  - Membres à part entière.
  - Edgard Lomb, une rétrospective.
  - L’Unique.
  - Les Déracinés.
  - Esprit d’équipe.
  - Fantômes d’univers défunts.
  - La bête du recommencement.
  - Eclats lumineux du disque d’accrétion.
  - La dernière mort d’Alexis Wiejack.
  - En sa tour, Annabelle.
  - La fin du Big Bang.

### Historieta
- 1907 La longue marche des vignerons du midi (1984) ISBN  978-2-9520911.
- Bug Hunters - Le prisonnier virtuel (1996), dibujo de Thierry Labrosse, historia de Arleston y Ecken.
- Le diable au port T.1 - L'étoffe et le fléau (2002), dibujo y color de Benoît Lacou.
- Le diable au port T.2 - Les brasiers de Marseille (2003), dibujo y color de Benoît Lacou.
- Le diable au port T.3 - Les forçats de l'apocalypse (2004), dibujo y color de Benoît Lacou.
- Murel T.1 - Les chants de l'air (2007), dibujo y color de Benoît Lacou.

## Premios literarios
- Grand Prix de l'Imaginaire, 2006, categoría (colecciones de) cuentos, por Le Monde tous Droits Réservés.
- Prix Rosny aîné 2004 de cuento, Éclats Lumineux du Disque d'Accrétion.
- Prix Rosny aîné 2001 de cuento, La Fin du Big Bang (2000).